# Pierre Van Dormael
Pierre Van Dormael (Ukkel, 24 mei 1952 - 3 september 2008) was een Belgisch gitarist en stichter van de Nasa Na Band. In 2007 won hij de Django d'Or prijs in de categorie "gevestigde waarde".
In 1988 speelde hij met het James Baldwin Project met onder anderen David Linx en Deborah Brown (zang), Slide Hampton (trombone), Diederik Wissels (piano), Bob Stewart (tuba) en Michel Hatzigeorgiou (bass). Naar aanleiding van dit project ontstond de cd A Lover's Question (Crepuscule - JVC Victor / Label Bleu CD LBLC 6607). Van Dormael stichtte de Nasa Na Band, een jazzband bekend als de voorloper van Aka Moon. Hij maakte ook soundtracks voor films geregisseerd door zijn broer Jaco Van Dormael (Toto le héros, Le Huitième Jour, Mr. Nobody).
Men beschouwt hem  als een pionier in verschillende muzikale vormen, en hij groeide uit tot een invloedrijke figuur voor een hele generatie jonge muzikanten zoals saxofonist Fabrizio Cassol, elektrische bassist Michel Hatzigeorgiou en drummer Stephane Galland toen hij samen met hen de Nasa Na Band begon. 
Pierre Van Dormael was ook medeoprichter van de oorspronkelijke L' Âme des Poètes, met saxofonist Pierre Vaiana en bassist Jean-Louis Rassinfosse. Met hen nam hij de cd's L' Âme des Poètes (Igloo igl 097 ) en L' Été Indien (Igloo igl 113) op. Andere muzikale samenwerkingen zijn onder meer duo's met gitaristen Philip Catherine en Kevin Mulligan, en het samenspel met Marc Lelangue.
Op 3 september 2008 overleed Van Dormael aan de gevolgen van kanker.

## Discografie (selectie)
- Vivaces, Igloo Records, 2001
- L'Âme des Poètes (met Jean-Louis Rassinfosse en Pierre Vaiana, Igloo Records, 2004
- Duo/Solo (met Hervé Samb), Mogno Music, 2005